# Iris Brey
Ne doit pas être confondu avec Iris Bry.
Iris Brey, née en 1984 à Paris, est une journaliste, autrice, et critique de cinéma française, spécialiste des représentations de genre et des sexualités au cinéma et dans les séries télévisées.
Elle enseigne à l'antenne parisienne de l'université de Californie,,.

## Biographie

### Famille et formation
Née en 1984 à Paris d'un père américain chercheur et d'une mère française professeure, elle étudie le grec ancien et le cinéma aux États-Unis et se spécialise dans les études de genre. Elle obtient un doctorat en théorie du cinéma à l’université de New York sur le thème de la « représentation des mères déchaînées dans le cinéma français ».

### Carrière
Iris Brey est chroniqueuse aux Inrocks depuis 2016 et critique à La Dispute, émission sur France Culture.
En 2016, elle publie Sex and the Series, dans lequel elle décortique les sexualités féminines dans les séries récentes. Elle lance en 2017 la série du même nom, Sex and the Series visible sur OCS.
Elle participe en 2017 à une conférence TEDx ChampsÉlyséesWomen intitulée « Comment Game of Thrones m'a ouvert les yeux ? ».
Elle est chroniqueuse depuis janvier 2020 de l'émission présentée par Augustin Trapenard Le Cercle Séries, petite sœur de l'émission Le Cercle, la première émission télévisée en France dédiée intégralement aux séries.
En février 2020, elle publie son deuxième ouvrage, Le Regard féminin, une révolution à l'écran, un essai qui questionne le regard dominant des hommes au cinéma et qui permet de prendre la mesure de l'invisibilité des femmes dans l'histoire du cinéma. Elle y développe une approche du female gaze, traduit en « regard féminin », pour interroger la manière dont l'expérience féminine vécue est représentée dans les films, à travers les scénarios et la mise en scène.
En 2021 sort Sous nos yeux. Petit manifeste pour une révolution du regard, un ouvrage à destination des adolescents et adolescentes qui reprend et condense les idées du Regard féminin…,. L'année suivante, elle co-dirige avec Juliet Drouar l'essai La Culture de l'inceste, qui invite à penser l'inceste comme une pratique structurant la société et non comme une déviance exceptionnelle. Elle y révèle avoir été elle-même victime d'inceste et parle de son lesbianisme, qui selon elle l'a aidée à surmonter le traumatisme.
En 2023, elle passe derrière la caméra et réalise sa première mini-série, Split, diffusée sur France Télévisions Slash.

### Engagement
Elle est membre du collectif 50/50 qui a pour but de promouvoir l’égalité des femmes et des hommes et la diversité dans le cinéma et l’audiovisuel,.

## Publications
- Sex and the Series, L'Olivier, 2016
- Le Regard féminin, une révolution à l'écran, L'Olivier, 2020Prix de l'essai féministe de Causette - prix du jury.
- Sous nos yeux. Petit manifeste pour une révolution du regard (ill. Mirion Malle), éd. La Ville Brûle, 2021  (ISBN 9782360121373)
- La Culture de l'inceste, Seuil, sous la direction d'Iris Brey et Juliet Drouar, 2022 (ISBN 9782021502053)

## Filmographie
- 2017 : Sex and the Séries (documentaire), sur la chaîne OCS
- 2023 : Split (série télévisée) : création et réalisation
- 2025 : Mika Ex Machina de Deborah Saïag et Mika Tard : actrice[19]